# Мамедов, Айтекин Исраил оглы
Айтекин Исраил оглы Мамедов (азерб. Aytəkin İsrayıl oğlu Məmmədov; 29 мая 1967, Гёйалли — 1991, Гушчу) — азербайджанский военный. Национальный Герой Азербайджана.

## Биография
Айтекин Мамедов родился 29 мая 1967 года в селе Гёйалли Кедабекского района Азербайджанской ССР. После окончания учёбы, призывается на военную службу в советскую армию. Участник афганской войны.
С 1991 года состоит в ОМОН Азербайджана. В том же году в бою у села Гушчу Ханларского района старший сержант Айтекин Мамедов был тяжело ранен и по пути в госпиталь скончался.
Был холост. Похоронен в родном селе.

## Память
Указом Президента Азербайджанской Республики от 8 октября 1992 года Айтекину Исраил оглы Мамедову присвоено почетное звание Национального Героя Азербайджана.
Одной из школ Ясамальского района города Баку присвоено его имя. Также его именем названа школа в селе Гёйалли.